# Idoia López Riaño
Idoia López Riaño (* 1963) ist eine ehemalige spanische Terroristin. Als ehemalige Angehörige der baskischen Untergrundorganisation ETA wurde sie unter dem Namen La Tigresa („Die Tigerin“) bekannt. Sie wurde für 23 Morde zu insgesamt über 2000 Jahren Haft verurteilt und im Juni 2017 nach 23 Jahren Gefängnis entlassen.

## Leben
López Riaño schloss sich 1984 der ETA an und wurde Mitglied des sogenannten comando Madrid, einer der blutigsten Zellen der Organisation, dem unter anderem Iñaki de Juana Chaos, Juan Manuel Soares Gamboa und Antonio Troitiño angehörten.
Am 9. Mai 2001 wurde sie von Frankreich an Spanien ausgeliefert, nachdem sie bereits 1994 in Frankreich verhaftet worden war. Zum Zeitpunkt ihrer Auslieferung war sie in Spanien in vierzehn Fällen angeklagt.
Im Jahr 2004 heiratete sie in der Haft den ebenfalls inhaftierten ETA-Terroristen Juan Ramón Rojo. Seit 2006 war sie in verschiedenen Gefängnissen untergebracht, unter anderem in Puerto II (Cádiz), Badajoz und Granada. Im Jahr 2006 lernte sie Joseba Arizmendi kennen, mit dem sie später eine Beziehung einging.
López Riaño wurde für insgesamt 23 Morde verantwortlich gemacht, darunter der Autobombenanschlag vom Januar 1986 in der Plaza de la República Dominicana in Madrid, bei dem zwölf Mitglieder der Guardia Civil starben. Weitere Anschläge, an denen sie beteiligt war, forderten fünf Todesopfer in der Calle Príncipe de Vergara sowie weitere Opfer unter Militärangehörigen und Zivilisten.

## Wirken
Zwischen 1984 und 1992 war López Riaño in verschiedenen Terrorzellen der ETA aktiv, darunter nach dem comando Madrid auch das comando Ekaitz, dem auch Joseba Urrusolo Sistiaga angehörte. Dieser Gruppe wurden Anschläge in mehreren spanischen Städten wie Zaragoza, Tarragona, Barcelona, Alicante, Valencia und Murcia zugeschrieben.
Im Jahr 2010 distanzierte sie sich öffentlich von der ETA und unterzeichnete gemeinsam mit Joseba Arizmendi einen Brief, in dem beide erklärten, der Organisation vollständig den Rücken gekehrt zu haben und jede Form von Gewalt abzulehnen. Sie schrieb: „Ich habe die Organisation ETA vor vielen Jahren verlassen, weil ich mit ihren Methoden nicht einverstanden war.“ Diese öffentliche Lossagung führte zu einem offiziellen Ausschluss von ihr und Arizmendi durch die ETA. Der Ausschluss bedeutete auch soziale Ächtung durch das Pro-ETA-Umfeld, einschließlich des Entzugs von Unterstützung durch das Kollektiv der ETA-Häftlinge.
Seit 2010 war sie im Rahmen des Resozialisierungsprogramms „Vía Nanclares“ im Gefängnis von Nanclares de la Oca untergebracht. Im Rahmen dieses Programms beteiligte sie sich an Rehabilitationsmaßnahmen, darunter auch an einem Projekt zur Betreuung von Hunden, die in Arbeitskreisen mit anderen Gefangenen eingesetzt wurden.
Zudem verfasste sie mehrere Schreiben, in denen sie Reue sowie Bereitschaft zur Kooperation mit der Justiz und – ihren Möglichkeiten entsprechend – zur Entschädigung der Opfer ihrer Taten zeigte. In der Haftzeit schloss sie ein Fernstudium der Journalistik ab und erhielt erste Freigänge unter Aufsicht, etwa zum Erwerb des Führerscheins. Allerdings räumte sie bis zuletzt nur zwei der 23 ihr zur Last gelegten Morde ein und rechtfertigte diese mit den mutmaßlichen Rollen der Opfer als Drogendealer bzw. Mitglied der paramilitärischen GAL. Diese selektive Anerkennung der Taten wurde von der spanischen Justiz als unzureichend für die Gewährung ihres vorzeitigeren Strafvollzugs bewertet. Dennoch wurde ihr Verhalten in der Haft insgesamt als positiv bewertet: Sie hatte nur einen disziplinarischen Vorfall, nahm regelmäßig an Bildungsmaßnahmen teil und arbeitete in der Haft, wobei sie einen Teil ihres Einkommens für Opferentschädigungen verwendete.
Am 13. Juni 2017 wurde Idoia López Riaño nach Verbüßung ihrer vollen Strafe endgültig aus dem Gefängnis in Álava entlassen. Ihre Entlassung sorgte in Spanien für großes Medienecho.
In ihrem Roman Las fieras (2024) behandelte die Schriftstellerin Clara Usón den Terrorismus und extremen Nationalismus anhand der Lebensgeschichte López Riaños.